# Francisco Fernández de la Cueva y de la Cueva
Francisco Fernández de la Cueva y de la Cueva (Génova, 17 de noviembre de 1666-Madrid, 23 de octubre de 1733) fue un aristócrata, diplomático y militar español, titular de la casa de Alburquerque, destacado por su cargo de 34.º virrey de Nueva España.
Heredero de la casa de Alburquerque, con grandeza de España, sucedió a su padre en las dignidades anejas a ella. Educado en un ambiente militar, con diecisiete años fue nombrado caballero de la Orden de Santiago, y a lo largo de su vida ocupó los cargos de capitán general de la Costa de Granada, capitán general del Mar y Costas y de Andalucía y virrey de Nueva España, donde creó el Tribunal de La Acordada, acabando con la plaga de bandolerismo que había cuando llegó. Tras finalizar su mandato se convirtió en el primer virrey al que el monarca concedió el collar de la Orden del Toisón de Oro por sus servicios en Nueva España.
Falleció en Madrid el 23 de octubre de 1733, ejerciendo su cargo de gentilhombre de cámara de Felipe V de España, dejando como heredero a Francisco Fernández de la Cueva y de la Cerda, que habría de ser XI duque de Alburquerque.

## Filiación y primeros años
Nació en Génova el 17 de noviembre de 1666, donde su padre estaba de paso, prestando servicio al rey. Fue hijo primogénito de Melchor Fernández de la Cueva y Enríquez de Cabrera, IX duque de Alburquerque, grande de España, VII marqués de Cuéllar, IX conde de Ledesma y de Huelma, y de su mujer (y sobrina) Ana Rosalía de la Cueva, III marquesa de Cadreita, V condesa de la Torre, hija del VIII duque de Alburquerque, Francisco Fernández de la Cueva y Enríquez de Cabrera, 22.º Virrey de Nueva España y 45.º Virrey de Sicilia, y nieta de Lope Díez de Aux de Armendáriz, I marqués de Cadreita y 16.º Virrey de Nueva España.
Como heredero de la Casa de Alburquerque nació titulado VIII marqués de Cuéllar, y a los diecisiete años recibió el hábito de la Orden de Santiago, y tan sólo tres años más tarde, cuando rondaba la veintena, falleció su padre, a quien sucedió como X duque de Alburquerque, X conde de Ledesma y de Huelma, y X señor de Mombeltrán, Pedro Bernardo, La Codosera, Lanzahíta, Mijares, Aldeadávila, Villarejo, Las Cuevas, San Esteban y Santa Cruz, mientras que a la muerte de su madre en 1724, fue IV marqués de Cadreita, VI conde de la Torre y Señor de la villa y palacio de Cadreita, de Guillena y del mayorazgo de la familia Castilla en Madrid.
Durante los primeros años de su carrera fue comendador militar de Guadalcanal en la Orden de Santiago, y más tarde de Benfayán en la Orden de Alcántara. Dentro de sus rangos militares, destacan sus oficios de capitán general de la Costa de Granada y capitán general del Mar Océano y Costas de Andalucía.

## Virreinato de Nueva España
Fue el segundo virrey nombrado por Felipe V de España, y llegó al puerto de Veracruz acompañado de su mujer, en una flota enviada especialmente por Luis XIV de Francia, abuelo del rey de España. Con su llegada acercó al virreinato las modas europeas: el lujo en los vestidos, en los muebles o en la vajilla. El color negro en la vestimenta se reservó únicamente para los golillas, y los mandatarios de la corte virreinal usaron casacas de vivos colores, bordadas en oro y plata y de tejidos nobles, mientras que las damas conocieron los encajes y las sedas de colores.
Llegó con el angustioso encargo de enviar dinero a España, pues la Guerra de Sucesión Española frente al archiduque Carlos estaba dejando las arcas vacías. Comenzó confiscando los bienes, comercios y cuentas de muchos ingleses y holandeses (con los que los españoles estaban en guerra), y también de los comerciantes portugueses, motivado por el monopolio que estos últimos tenían del comercio en México, a lo que se sumaba su condición de judíos; además de en Veracruz, hizo lo mismo en Nuevo México y en Luisiana. Estas medidas fueron aplaudidas por los criollos, y realmente efectivas, y mientras que para los ingleses y holandeses no pasó de ser casus belli, los portugueses regresaron a su tierra. Las cantidades de dinero que se enviaron a España fueron escoltadas por la Real Armada Francesa, puesta por le roi Soleil queriendo velar por los intereses de su nieto, llegando los navíos intactos a los puertos españoles a excepción de uno, interceptado en la Ría de Vigo por una escuadra anglo-holandesa que hubieron de hundir con casi todo el cargamento. Acusó a la Iglesia católica de sus grandes fortunas, escribiendo al rey que «Todos los caudales se concentran en el estado eclesiástico». Además, acusó a las órdenes religiosas de ser muy criollas y de fomentar el criollismo; le preocupó la pugna entre criollos y españoles, y él mismo se consideraba públicamente anti-criollo, y llegó a decirle en una ocasión al rey que «La innata enemistad que los criollos tienen a los de Europa, sin que puedan disimular su antipatía».
Tras su llegada a Nueva España pudo comprobar el azote de una plaga de bandolerismo: los caminos estaban en poder de ladrones y asesinos, y no se podía circular por ellos salvo con fuertes escoltas, esto impedía el tráfico de mercancías y dificultaba la vida comercial. Por ello tomó enérgicas medidas con castigos que se imponían en el momento, y siendo considerados reos de muerte, se les ajusticiaba donde eran encontrados, por lo que cientos de ellos aparecieron colgados en las orillas de los caminos. Fortaleció aún más estas medidas creando el Tribunal de la Acordada, institución similar a la santa hermandad que dispuso de varios miles de hombres que podían actuar en todas partes, acabando con la plaga de delincuencia que había encontrado a su llegada.
Su mandato como virrey finalizó el 13 de noviembre de 1710, cuando entregó el bastón de mando a su sucesor, Fernando de Alencastre Noroña y Silva, III duque de Linares. A su regreso a España, el rey le impuso el collar de la Orden del Toisón de Oro por sus excelentes servicios, siendo el primer virrey en recibir tan alta condecoración. Falleció en Madrid el 23 de octubre de 1733, ejerciendo el cargo de gentilhombre de cámara de Felipe V de España, dejando como heredero a Francisco Fernández de la Cueva y de la Cerda, que habría de ser XI duque de Alburquerque.

## Matrimonio y descendencia
Contrajo matrimonio en Madrid el 6 de junio de 1684 con Juana de la Cerda Aragón y Moncada, hija de Juan Francisco de la Cerda y Enríquez de Ribera, VIII duque de Medinaceli, y de Catalina de Aragón Folch de Cardona, VIII duquesa de Segorbe, IX de Cardona y V de Lerma. De este matrimonio nacieron tres hijos:
- Juana de la Cueva (n. 1690).
- Francisco Fernández de la Cueva y de la Cerda, XI duque de Alburquerque.
- Ana Catalina de la Cueva y de la Cerda (n. 1697]), VI marquesa de Cadreita, VI condesa de la Torre, casada con Carlos Ambrosio Gaetano Spínola de la Cerda, V duque de Sesto y marqués de los Balbases. La descendencia de este matrimonio radicada en el marquesado de Alcañices heredó la Casa de Alburquerque en el primer tercio del siglo XIX, tras fallecer sin sucesión el XIV duque, José Miguel de la Cueva y de la Cerda.

| Predecesor: Melchor Fernández de la Cueva y Enríquez de Cabrera | Duque de Alburquerque 1686-1733  | Sucesor: Francisco Fernández de la Cueva y de la Cerda |
| Predecesor: Juan de Ortega y Montañés                           | Virrey de Nueva España 1711-1716 | Sucesor: Fernando de Alencastre Noroña y Silva         |